# Ophionereis eurybrachiplax
Ophionereis eurybrachiplax är en ormstjärneart som beskrevs av Hubert Lyman Clark 1911. Ophionereis eurybrachiplax ingår i släktet Ophionereis och familjen Ophionereididae. Inga underarter finns listade i Catalogue of Life.